# Gokulam Kerala Football Club
El Gokulam Kerala Football Club es un equipo de fútbol de la India que milita en la I-League, la liga de fútbol más importante del país.

## Historia
Fue fundado en el año 2017 en la ciudad de Kozhikode con el nombre Malabarians y es uno de los equipos más viejos y más populares de la India. 

## Palmarés
- I-League (2): 2020/21,[1][2] 2021/22
- Kerala Premier League (2): 2017/18, 2020/21[3][4]
- Copa Durand (1): 2019[5][6]

## Participación en competiciones de la AFC
| Temporada | Torneo  | Ronda          | Club              | Resultado | Posición | Goleador              |
| --------- | ------- | -------------- | ----------------- | --------- | -------- | --------------------- |
| 2022      | AFC Cup | Fase de grupos | ATK Mohun Bagan   | 4–2       | 4° Lugar | Luka Majcen (2 goles) |
| 2022      | AFC Cup | Fase de grupos | Maziya S&RC       | 0–1       | 4° Lugar | Luka Majcen (2 goles) |
| 2022      | AFC Cup | Fase de grupos | Bashundhara Kings | 1–2       | 4° Lugar | Luka Majcen (2 goles) |

## Entrenadores

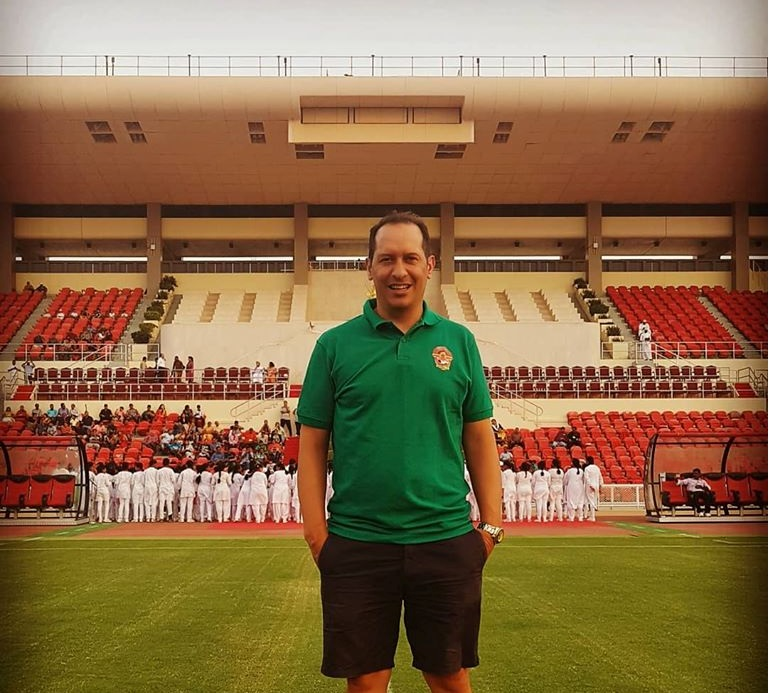
Santiago Valera llevó al Gokulam Kerala a ganar la Copa Durand en 2019.

| Nombre                          | País    | Inicio     | Fin        | J  | G  | E  | P  | GF  | GC |
| ------------------------------- | ------- | ---------- | ---------- | -- | -- | -- | -- | --- | -- |
| Bino George                     | India   | 8-10-2017  | 26-2-2019  | 40 | 10 | 11 | 19 | 45  | 58 |
| Gift Raikhan                    | India   | 26-2-2019  | 1-7-2019   | 3  | 1  | 0  | 2  | 4   | 6  |
| Fernando Andrés Santiago Valera | España  | 1-7-2019   | 16-5-2020  | 20 | 11 | 4  | 5  | 25  | 10 |
| Vincenzo Alberto Annese         | Italia  | 19-8-2020  | 1-6-2022   | 48 | 29 | 10 | 9  | 109 | 50 |
| Richard Towa                    | Camerún | 5-7-2022   | 27-12-2022 | 0  | 0  | 0  | 0  | 0   | 0  |
| Fran Bonet                      | España  | 27-12-2022 | 1-06-2023  | 0  | 0  | 0  | 0  | 0   | 0  |
| Mingo Oramas                    | España  | 1-06-2023  | -          | 0  | 0  | 0  | 0  | 0   | 0  |